# Thil Island
Thil Island ist eine kleine Felseninsel vor der Ingrid-Christensen-Küste des ostantarktischen Prinzessin-Elisabeth-Lands. Sie liegt 1,5 km nordöstlich der Jennings Promontory im östlichen Abschnitt des Amery-Schelfeises.
Der US-amerikanische Geograph John Hobbie Roscoe (1919–2007) kartierte sie anhand von Luftaufnahmen der United States Navy, die im Rahmen der Operation Highjump (1946–1947) entstanden. Roscoe benannte die Insel nach Leutnant René Bernard Thil IV. (1923–1996), Besatzungsmitglied bei den Aufklärungsflügen während dieser Operation im Gebiet dieser Insel.